# Uzakia unica
Uzakia unica is een spinnensoort in de taxonomische indeling van de Deinopidae.
Het dier behoort tot het geslacht Uzakia. De wetenschappelijke naam van de soort werd voor het eerst geldig gepubliceerd in 1970 door Raymond Robert Forster.